# KiCad
KiCad е свободен комплект от приложен софтуер за автоматизация на проектирането в електрониката. С негова помощ се улеснява проектирането на електронни схеми и превръщането им в печатни платки.
Първоначалната разработка е дело на Жан-Пиер Шарра, който започва проекта през 1992 г., но в начинанието участва екип от разработчици.

## История
Началото на KiCad софтуера дава френския професор Жан-Пиер Шарра през 1992, базирайки се на съществуващ проект написан на езика C++. До 2006 проекта се разработва главно от Шарра с помощта на студенти от Техническя Университет – Сен Мартен д'Ер, където преподава, сорс кодът се разпространява под формата на tar архив, а контрол на версиите не съществува.
Оттогава насам софтуерът набира все повече популярност и доброволци. Едни най-значимите нововъведения към проекта идват от BE-CO-HT отдела на ЦЕРН, които през 2013 започват да допринасят разработки към проекта с цел развиването на среда за разработка на отворен хардуер. 
През декември 2015 KiCad прие точково наименование на версиите започвайки с версия 4.0.0. Това е първото издание което включва по-усъвършенстваните инструменти, реализирани от разработчиците в ЦЕРН.

## Софтуерни компоненти
KiCad включва в себе си следните компоненти:
- KiCad – мениджър на проектите.
- Eeschema – редактор за електронни схеми.
- Pcbnew – програма за дизайн на печатни платки. Поддържа 3D изглед.
- GerbView – програма за преглед на Gerber файлове.
- Bitmap2Component – инструмент за превръщане на изображения в отпечатъци (от англ. footprint) за компоненти или схематични символи.
- PcbCalculator – програма за изчисляване на ширината на пътечките спрямо допустимия ток, параметрите на предавателната линия и др.
- Pl Editor – редактор за оформлението на страниците.

## Функционалност

### Eeschema
Схематичният редактор включва в себе си следните функционалности:
- Редактор за създаване и модифициране на компоненти, и управление на символните библиотеки
- Създаване на еднослоеви и йерархични схеми.
- Проверка на Електрическите Критерии (Electric Rules Check) за автоматично отчитане на неправилно свързани или липсващи връзки
- Експортиране на файловете в различни формати (PostScript, PDF, HPGL, и SVG)
- Генериране на Списък с Елементите (посредством Python скрипт).
- Създаване на списък с електрическите вериги (netlist)

### Pcbnew
Софтуерът няма ограничения откъм размера на проектираната печатна платка и поддържа до 32 медни слоя, до 14 технологични слоя (бял печат, солдер маска, спояваща паста и др.), както и до 4 спомагателни слоя. Всички размери в редактора се записват в цели числа в нанометри, като най-малката единица ползвана от него е 1 нм.
Позволява завъртане на отпечатък на произволен ъгъл с резолюция 0.1 градуса. Също така поддържа редактор позволяващ модифициране на отпечатъка за всеки отделен компонент поставен на платката или редакция/създаване на отпечатък в библиотечен файл.
Притежава прост, но ефективен модул за автоматично маршрутизиране (autorouter). За работа с по-усъвършенствани модули за маршрутизиране, софтуерът предлага експорт/импорт в SPECCTRA dsn формат.